# Demonic (Album)
Demonic (engl. für „dämonisch“) ist das siebte Studioalbum der US-amerikanischen Thrash-Metal-Band Testament. Es erschien im Juni 1997 auf dem bandeigenen Label Burnt Offerings. Stilistisch wurde es als „moderner Thrash Metal“ mit „Death-Metal-Vocals“, Death-Thrash oder Death Metal beschrieben. Auf dem Album ist Ur-Gitarrist Derrick Ramirez am Bass zu hören, das Schlagzeug spielt nach diversen Besetzungswechseln in den vorangegangenen Jahren Gene Hoglan.

## Entstehungsgeschichte
Da Testaments Plattenvertrag nach der Veröffentlichung von Low von ihrem Label Atlantic Records gekündigt wurde, brachten sie das 1995 folgende Live-Album Live at the Fillmore in Eigenregie heraus und gründeten alsbald mit Hilfe von Jon Zazula von Megaforce Records, der Promotion und Marketing übernahm – obwohl es in der Vergangenheit zwischen ihm und der Band Differenzen gegeben hatte –, das eigene Label Burnt Offerings. Nachdem Schlagzeuger Jon Dette Testament nach einer Auseinandersetzung mit Sänger Chuck Billy in Richtung Slayer verlassen hatte, einigte sich die Band Anfang 1996 mit Chris Kontos von Machine Head auf eine Zusammenarbeit. Mit ihm wurde etwa ein Stück namens Rapid Fire für ein Judas-Priest-Tributalbum eingespielt. Im Laufe des Sommers 1996 gab es Meldungen, die Band hätte sich aufgelöst und Billy und Gitarrist Eric Peterson würden unter dem neuen Namen Dog Faced Gods, ein Liedtitel von Low, weitermachen. Doch kam es hierzu nicht, die Band entschied sich, doch als Testament weiterzubestehen. Chris Kontos wurde durch Gene Hoglan (ehemals bei Dark Angel und Death) ersetzt. Derrick Ramirez, Eric Petersons Cousin, übernahm den Bass für Greg Christian, der die Band verlassen hatte. Demonic wurde ohne James Murphy eingespielt, da dieser solo für sein Album Convergence unterwegs war – Chuck Billy übernahm darauf bei einem Stück den Gesang. Bis zur Veröffentlichung von Demonic war allerdings Schlagzeuger John Dette zurück in der Band, da Hoglan sich entschied, ausschließlich für Strapping Young Lad tätig sein zu wollen. Für James Murphy wurde gegen Ende der Studioaufnahmen der zu Low-Zeiten entlassene Glen Alvelais zurückgeholt, der jedoch auf Demonic nur beim Stück New Eyes of Old zu hören ist. Die selbstproduzierte Platte wurde von Michael Wagener abgemischt. Im Juni 1997 erschien das Album auf dem bandeigenen Label, in den USA über das Partnerlabel Mayhem, in Europa über Music for Nations. Es war das erste seit The Legacy, das sich nicht in den Charts platzieren konnte.
Zur Entstehung des deutlich härteren Gesangsstils auf Demonic äußerte die Band:

„Es war eine ganze Menge Aggression und Wut im Spiel, als wir die neuen Songs probten, und ich finde sie einfach geil. Die Grunts kamen ganz zwangsläufig, anders kannst du die Songs gar nicht singen.“

„Ich finde gerade die Vocals auf Demonic hervorragend. Sie passen viel besser zu dem, was Testament heute sind: eine moderne, aggressive Metalband, die den ganzen alten Scheiß zwar noch im Hinterkopf hat, aber hey, wir schreiben das Jahr 1997, und The Legacy liegt ’ne ganze Weile zurück. Es würde sich wohl ziemlich bescheuert anhören, wenn wir immer noch den gleichen Kram aufnähmen.“

## Rezeption
Demonic wurde, wie schon Souls of Black, unterschiedlich aufgenommen. Kritikpunkt war etwa im Rock Hard der Gesangsstil Chuck Billys. Uwe „Buffo“ Schnädelbach schrieb, Testament hätten trotz guter Songs und dem „genialen Drumming“ von Gene Hoglan „ihre musikalische Heimat aufgegeben“. 6,5 von zehn Punkten waren hier die Bewertung. Alex Henderson von allmusic nannte den Titel Demonic „angemessen“. Das Album sei keines für den „normalen“ Thrash-Fan, in puncto „Heaviness“ vergleicht er es statt mit früheren Testament-Veröffentlichungen eher mit Reign in Blood von Slayer. Die Platte erhielt drei von fünf möglichen Sternen. Drew Schinzel weist auf www.chroniclesofchaos.com darauf hin, dass ältere Fans von dem geänderten Stil enttäuscht sein könnten und vergibt sieben von zehn Punkten. Dagegen nennt es Christian Rosenau auf www.bloodchamber.com „ein Glück, dass Testament nicht mehr diese Jauchzer-Songs der Achtziger fabrizieren, denn sonst wäre uns dieses Glanzstück des Death-Thrashs verlorengegangen.“ Er vergibt acht von zehn Punkten. Diese Punktzahl wird auch auf www.metal-observer.com vergeben. Dort wird Demonic als „homogenes Album“ bezeichnet, das über weite Strecken „sehr gut“ sei.

## Titelliste
1. Demonic Refusal – 5:21
2. The Burning Times – 5:15
3. Together as One – 4:17
4. Jun-Jun – 3:43
5. John Doe – 3:11
6. Murky Waters – 3:00
7. Hatred’s Rise – 3:15
8. Distorted Lives – 3:36
9. New Eyes of Old – 3:00
10. Ten Thousand Thrones – 4:37
11. Nostrovia – 1:32

Die Musik wurde von Eric Peterson geschrieben, bei den Titeln 1, 2, 4 und 11 war Derrick Ramirez beteiligt. Alle Texte wurden von Chuck Billy geschrieben. Die Stücke wurden von Testament arrangiert.